# Sean Wroe
Sean Wroe (Melbourne, 19 marzo 1985) è un velocista australiano.

## Palmarès
| Anno | Manifestazione          | Sede      | Evento      | Risultato  | Prestazione | Note |
| ---- | ----------------------- | --------- | ----------- | ---------- | ----------- | ---- |
| 2004 | Mondiali juniores       | Grosseto  | 400 m piani | 6º         | 46"84       |      |
| 2004 | Mondiali juniores       | Grosseto  | 4×400 m     | 7º         | 3'07"95     |      |
| 2006 | Giochi del Commonwealth | Melbourne | 400 m piani | Semifinale | 46"47       |      |
| 2006 | Giochi del Commonwealth | Melbourne | 4×400 m     | Oro        | 3'00"93     |      |
| 2007 | Universiadi             | Bangkok   | 400 m piani | Oro        | 45"49       |      |
| 2007 | Universiadi             | Bangkok   | 4×400 m     | Argento    | 3'02"76     |      |
| 2007 | Mondiali                | Osaka     | 400 m piani | Semifinale | 45"56       |      |
| 2007 | Mondiali                | Osaka     | 4×400 m     | Batteria   | 3'02"59     |      |
| 2008 | Mondiali indoor         | Valencia  | 400 m piani | 6º         | 46"93       |      |
| 2008 | Giochi olimpici         | Pechino   | 400 m piani | Semifinale | 45"56       |      |
| 2008 | Giochi olimpici         | Pechino   | 4×400 m     | 5º         | 3'00"02     |      |
| 2009 | Universiadi             | Belgrado  | 100 m piani | Semifinale | 10"59       |      |
| 2009 | Universiadi             | Belgrado  | 200 m       | Semifinale | 21"37       |      |
| 2009 | Universiadi             | Belgrado  | 4×400 m     | Oro        | 3'03"67     |      |
| 2009 | Mondiali                | Berlino   | 400 m piani | Semifinale | 45"32       |      |
| 2009 | Mondiali                | Berlino   | 4×400 m     | Bronzo     | 3'00"90     |      |
| 2010 | Oceanici                | Cairns    | 400 m piani | Oro        | 46"62       |      |
| 2010 | Giochi del Commonwealth | Delhi     | 400 m piani | Argento    | 45"46       |      |
| 2010 | Giochi del Commonwealth | Delhi     | 4×400 m     | Oro        | 3'03"30     |      |
| 2011 | Universiadi             | Shenzhen  | 400 m piani | Bronzo     | 45"93       |      |
| 2011 | Mondiali                | Taegu     | 4x400 m     | Batteria   | 3'01"56     |      |